# Aporé (kommun)
Aporé är en kommun i Brasilien.   Den ligger i delstaten Goiás, i den södra delen av landet, 500 km sydväst om huvudstaden Brasília. Antalet invånare är 3 811.
Följande samhällen finns i Aporé:
- Aporé

Omgivningarna runt Aporé är huvudsakligen savann. Trakten runt Aporé är nära nog obefolkad, med mindre än två invånare per kvadratkilometer.